# Danh sách cầu thủ tham dự Cúp bóng đá châu Phi 2017
Cúp bóng đá châu Phi 2017 là một giải thi đấu bóng đá quốc tế tổ chức ở Gabon từ ngày 14 tháng 1 đến ngày 5 tháng 2 năm 2017.

## Bảng A

### Gabon
Huấn luyện viên:  José Antonio Camacho
Đội hình chính thức được công bố ngày 27 tháng 12 năm 2016, khi Axel Méyé, Johann Lengoualama và Donald Nzé được triệu tập làm cầu thủ dự bị.
| Số | Vt | Cầu thủ                         | Ngày sinh (tuổi)            | Số trận | Câu lạc bộ             |
| -- | -- | ------------------------------- | --------------------------- | ------- | ---------------------- |
| 1  | TM | Didier Ovono                    | 23 tháng 1, 1983 (33 tuổi)  | 97      | Oostende               |
| 2  | HV | Aaron Appindangoyé              | 20 tháng 2, 1992 (24 tuổi)  | 35      | Laval                  |
| 3  | HV | Franck Obambou                  | 26 tháng 6, 1987 (29 tuổi)  | 6       | Stade Mandji           |
| 4  | TV | Merlin Tandjigora               | 6 tháng 4, 1990 (26 tuổi)   | 24      | Meizhou Hakka          |
| 5  | HV | Bruno Ecuele Manga              | 16 tháng 7, 1988 (28 tuổi)  | 64      | Cardiff City           |
| 6  | HV | Johann Obiang                   | 5 tháng 7, 1993 (23 tuổi)   | 20      | Troyes                 |
| 7  | TĐ | Malick Evouna                   | 28 tháng 11, 1992 (24 tuổi) | 27      | Tianjin Teda           |
| 8  | HV | Lloyd Palun                     | 28 tháng 11, 1988 (28 tuổi) | 39      | Red Star               |
| 9  | TĐ | Pierre-Emerick Aubameyang (c)   | 18 tháng 6, 1989 (27 tuổi)  | 52      | Borussia Dortmund      |
| 10 | TV | Mario Lemina                    | 1 tháng 9, 1993 (23 tuổi)   | 8       | Juventus               |
| 11 | TV | Lévy Madinda                    | 11 tháng 6, 1992 (24 tuổi)  | 44      | Gimnàstic de Tarragona |
| 12 | TV | Guélor Kanga                    | 1 tháng 9, 1990 (26 tuổi)   | 27      | Red Star Belgrade      |
| 13 | TV | Samson Mbingui                  | 9 tháng 2, 1992 (24 tuổi)   | 32      | Raja Casablanca        |
| 14 | TĐ | Serge Kevyn                     | 3 tháng 8, 1994 (22 tuổi)   | 4       | União de Leiria        |
| 15 | TV | Cédric Ondo Biyoghé             | 17 tháng 8, 1994 (22 tuổi)  | 5       | CF Mounana             |
| 16 | TM | Anthony Mfa Mezui               | 7 tháng 3, 1991 (25 tuổi)   | 8       | Cầu thủ tự do          |
| 17 | TV | André Biyogo Poko               | 7 tháng 3, 1993 (23 tuổi)   | 45      | Kardemir Karabükspor   |
| 18 | TV | Serge-Junior Martinsson Ngouali | 23 tháng 1, 1992 (24 tuổi)  | 0       | Brommapojkarna         |
| 19 | HV | Benjamin Zé Ondo                | 18 tháng 6, 1987 (29 tuổi)  | 20      | Mosta                  |
| 20 | TV | Denis Bouanga                   | 11 tháng 11, 1994 (22 tuổi) | 0       | Tours                  |
| 21 | HV | Yoann Wachter                   | 7 tháng 4, 1992 (24 tuổi)   | 1       | Sedan                  |
| 22 | TV | Didier Ibrahim N'Dong           | 17 tháng 6, 1994 (22 tuổi)  | 22      | Sunderland             |
| 23 | TM | Yves Bitséki Moto               | 23 tháng 4, 1983 (33 tuổi)  | 20      | CF Mounana             |

### Burkina Faso
Huấn luyện viên:  Paulo Duarte
Một đội hình sơ loại 24 người được công bố vào ngày 15 tháng 12 năm 2016. Souleymane Koanda was added to the provisionnal squad on 21 December. Đội hình chính thức được công bố ngày 6 tháng 1 năm 2017, với việc Ernest Congo và Issoumaila Lingane bị loại khỏi đội tuyển.
| Số | Vt | Cầu thủ             | Ngày sinh (tuổi)            | Số trận | Câu lạc bộ        |
| -- | -- | ------------------- | --------------------------- | ------- | ----------------- |
| 1  | TM | Aboubacar Sawadogo  | 10 tháng 8, 1989 (27 tuổi)  | 0       | RC Kadiogo        |
| 2  | HV | Steeve Yago         | 16 tháng 12, 1992 (24 tuổi) | 29      | Toulouse          |
| 3  | HV | Issouf Paro         | 16 tháng 10, 1994 (22 tuổi) | 2       | Santos            |
| 4  | HV | Bakary Koné         | 27 tháng 4, 1988 (28 tuổi)  | 66      | Málaga            |
| 5  | HV | Patrick Malo        | 18 tháng 2, 1992 (24 tuổi)  | 6       | Smouha            |
| 6  | TV | Bakary Saré         | 5 tháng 5, 1990 (26 tuổi)   | 2       | Moreirense        |
| 7  | TV | Préjuce Nakoulma    | 21 tháng 4, 1987 (29 tuổi)  | 37      | Kayserispor       |
| 8  | TĐ | Abdou Razack Traoré | 28 tháng 12, 1988 (28 tuổi) | 30      | Karabükspor       |
| 9  | TĐ | Banou Diawara       | 13 tháng 2, 1992 (24 tuổi)  | 6       | Smouha            |
| 10 | TV | Alain Traoré        | 1 tháng 1, 1988 (29 tuổi)   | 43      | Kayserispor       |
| 11 | TV | Jonathan Pitroipa   | 12 tháng 4, 1986 (30 tuổi)  | 68      | Al-Nasr           |
| 12 | TV | Adama Guira         | 24 tháng 4, 1988 (28 tuổi)  | 15      | Lens              |
| 13 | HV | Souleymane Koanda   | 21 tháng 9, 1992 (24 tuổi)  | 2       | ASEC Mimosas      |
| 14 | HV | Issoufou Dayo       | 6 tháng 8, 1991 (25 tuổi)   | 18      | Nahdat Berkane    |
| 15 | TĐ | Aristide Bancé      | 19 tháng 9, 1984 (32 tuổi)  | 60      | ASEC Mimosas      |
| 16 | TM | Kouakou Hervé Koffi | 16 tháng 10, 1996 (20 tuổi) | 3       | ASEC Mimosas      |
| 17 | TV | Jonathan Zongo      | 6 tháng 4, 1989 (27 tuổi)   | 21      | Almería           |
| 18 | TV | Charles Kaboré (c)  | 9 tháng 2, 1988 (28 tuổi)   | 74      | FC Krasnodar      |
| 19 | TV | Bertrand Traoré     | 6 tháng 9, 1995 (21 tuổi)   | 31      | Ajax              |
| 20 | HV | Yacouba Coulibaly   | 2 tháng 10, 1994 (22 tuổi)  | 3       | RC Bobo Dioulasso |
| 21 | TĐ | Cyrille Bayala      | 24 tháng 5, 1996 (20 tuổi)  | 5       | Sheriff Tiraspol  |
| 22 | TV | Blati Touré         | 4 tháng 8, 1994 (22 tuổi)   | 0       | Omonia Nicosia    |
| 23 | TM | Germain Sanou       | 26 tháng 5, 1992 (24 tuổi)  | 23      | Beauvais          |

### Cameroon
Huấn luyện viên:  Hugo Broos
Một đội hình sơ loại 35 người được công bố vào ngày 12 tháng 12 năm 2016. Ngày 20 tháng 12, có thông báo rằng Guy N'dy Assembé, André Onana, Joël Matip, Allan Nyom, Maxime Poundjé, Ibrahim Amadou và André-Frank Zambo Anguissa không tham gia giải đấu. Eric Maxim Choupo-Moting cũng quyết định rút khỏi giải ngày 3 tháng 1 năm 2017. Đội hình chính thức được công bố ngày 4 tháng 1 năm 2017, với việc Anatole Abang, Henri Bedimo, Aurélien Chedjou và Franck Kom bị loại khỏi đội tuyển.
| Số | Vt | Cầu thủ                | Ngày sinh (tuổi)            | Số trận | Câu lạc bộ             |
| -- | -- | ---------------------- | --------------------------- | ------- | ---------------------- |
| 1  | TM | Fabrice Ondoa          | 24 tháng 12, 1995 (21 tuổi) | 22      | Sevilla Atlético       |
| 2  | HV | Ernest Mabouka         | 16 tháng 6, 1988 (28 tuổi)  | 0       | MŠK Žilina             |
| 3  | HV | Nicolas Nkoulou        | 27 tháng 3, 1990 (26 tuổi)  | 71      | Lyon                   |
| 4  | HV | Adolphe Teikeu         | 23 tháng 6, 1990 (26 tuổi)  | 4       | Sochaux                |
| 5  | HV | Michael Ngadeu-Ngadjui | 23 tháng 11, 1990 (26 tuổi) | 4       | Slavia Prague          |
| 6  | HV | Ambroise Oyongo        | 22 tháng 6, 1991 (25 tuổi)  | 20      | Montreal Impact        |
| 7  | TV | Clinton N'Jie          | 15 tháng 8, 1993 (23 tuổi)  | 16      | Marseille              |
| 8  | TĐ | Benjamin Moukandjo (c) | 12 tháng 11, 1988 (28 tuổi) | 40      | Lorient                |
| 9  | TĐ | Jacques Zoua           | 6 tháng 9, 1991 (25 tuổi)   | 14      | 1. FC Kaiserslautern   |
| 10 | TĐ | Vincent Aboubakar      | 22 tháng 1, 1992 (24 tuổi)  | 48      | Beşiktaş               |
| 11 | TV | Edgar Salli            | 17 tháng 8, 1992 (24 tuổi)  | 33      | 1. FC Nürnberg         |
| 12 | TV | Frank Boya             | 1 tháng 7, 1996 (20 tuổi)   | 1       | APEJES Academy         |
| 13 | TV | Christian Bassogog     | 18 tháng 10, 1995 (21 tuổi) | 1       | AaB                    |
| 14 | TV | Georges Mandjeck       | 9 tháng 12, 1988 (28 tuổi)  | 29      | Metz                   |
| 15 | TV | Sébastien Siani        | 21 tháng 12, 1986 (30 tuổi) | 10      | Oostende               |
| 16 | TM | Jules Goda             | 30 tháng 5, 1989 (27 tuổi)  | 1       | Ajaccio                |
| 17 | TV | Arnaud Djoum           | 2 tháng 5, 1989 (27 tuổi)   | 3       | Hearts                 |
| 18 | TĐ | Robert Ndip Tambe      | 22 tháng 2, 1994 (22 tuổi)  | 2       | Spartak Trnava         |
| 19 | HV | Collins Fai            | 13 tháng 8, 1992 (24 tuổi)  | 2       | Standard Liège         |
| 20 | TĐ | Karl Toko Ekambi       | 14 tháng 9, 1992 (24 tuổi)  | 7       | Angers                 |
| 21 | HV | Mohammed Djetei        | 18 tháng 8, 1994 (22 tuổi)  | 3       | Gimnàstic de Tarragona |
| 22 | HV | Jonathan Ngwem         | 20 tháng 7, 1991 (25 tuổi)  | 2       | Progresso              |
| 23 | TM | Georges Bokwe          | 14 tháng 7, 1989 (27 tuổi)  | 0       | Coton Sport            |

### Guiné-Bissau
Huấn luyện viên: Baciro Candé
Một đội hình sơ loại 35 người được công bố vào ngày 18 tháng 12 năm 2016. Eliseu Cassamá và Yazalde từ chối triệu tập. Đội hình chính thức được công bố ngày 4 tháng 1 năm 2017, với việc Abudu, Guti Almada, Mama Samba Baldé, Edelino Ié, Edouard Mendy, Formose Mendy, Mesca, Pelé, Bruno Preira, Jean-Paul Mendy, Cícero Semedo và Zé Turbo bị loại khỏi đội tuyển. Mặc dù không nằm trong đội hình sơ loại, Rui Dabó vẫn đựov vào đội tuyển.
| Số | Vt | Cầu thủ          | Ngày sinh (tuổi)            | Số trận | Câu lạc bộ           |
| -- | -- | ---------------- | --------------------------- | ------- | -------------------- |
| 1  | TM | Jonas Mendes     | 20 tháng 11, 1989 (27 tuổi) | 20      | Salgueiros           |
| 2  | HV | Emmanuel Mendy   | 30 tháng 3, 1990 (26 tuổi)  | 4       | Pulpileño            |
| 3  | TV | Lassana Camará   | 29 tháng 12, 1991 (25 tuổi) | 1       | Académico de Viseu   |
| 4  | HV | Tomás Dabó       | 20 tháng 10, 1993 (23 tuổi) | 0       | Braga B              |
| 5  | HV | Rudinilson Silva | 20 tháng 8, 1994 (22 tuổi)  | 5       | Cầu thủ tự do        |
| 6  | HV | Eridson          | 25 tháng 6, 1990 (26 tuổi)  | 16      | Freamunde            |
| 7  | TV | Zezinho          | 23 tháng 9, 1992 (24 tuổi)  | 20      | Levadiakos           |
| 8  | TV | Francisco Júnior | 18 tháng 1, 1992 (24 tuổi)  | 0       | Strømsgodset         |
| 9  | TĐ | Abel Camará      | 6 tháng 1, 1990 (27 tuổi)   | 1       | Belenenses           |
| 10 | TV | Bocundji Ca (c)  | 28 tháng 12, 1986 (30 tuổi) | 20      | Cầu thủ tự do        |
| 11 | TV | Nani Soares      | 17 tháng 9, 1991 (25 tuổi)  | 4       | Felgueiras           |
| 12 | TM | Papa Massé Fall  | 11 tháng 12, 1985 (31 tuổi) | 1       | CD Orellana          |
| 13 | TĐ | Frédéric Mendy   | 18 tháng 11, 1988 (28 tuổi) | 2       | Jeju United          |
| 14 | HV | Juary Soares     | 20 tháng 2, 1992 (24 tuổi)  | 5       | Mafra                |
| 15 | TV | Toni Silva       | 15 tháng 9, 1993 (23 tuổi)  | 2       | Levadiakos           |
| 16 | HV | Agostinho Soares | 27 tháng 1, 1990 (26 tuổi)  | 5       | Sporting da Covilhã  |
| 17 | TV | Leocísio Sami    | 18 tháng 12, 1988 (28 tuổi) | 10      | Akhisar Belediyespor |
| 18 | TV | Piqueti          | 12 tháng 2, 1993 (23 tuổi)  | 5       | Braga B              |
| 19 | TV | João Mário       | 11 tháng 10, 1993 (23 tuổi) | 3       | Chaves               |
| 20 | TV | Idrissa Camará   | 30 tháng 10, 1992 (24 tuổi) | 5       | Avellino             |
| 21 | TV | Aldair Baldé     | 31 tháng 1, 1992 (24 tuổi)  | 0       | Olhanense            |
| 22 | HV | Mamadu Candé     | 29 tháng 8, 1990 (26 tuổi)  | 12      | Tondela              |
| 23 | TM | Rui Dabó         | 5 tháng 10, 1994 (22 tuổi)  | 0       | Cova da Piedade      |

## Bảng B

### Algérie
Huấn luyện viên:  Georges Leekens
Một đội hình sơ loại 32 người được công bố vào ngày 22 tháng 12 năm 2016. Đội hình chính thức được công bố ngày 31 tháng 12 năm 2016, với việc Ayoub Azzi, Ishak Belfodil, Ismaël Bennacer, Yassine Benzia, Sofiane Feghouli, Houari Ferhani, Carl Medjani, Adam Ounas và Idriss Saadi bị loại khỏi đội tuyển. Ngày 11 tháng 1 năm 2017, Ismaël Bennacer được triệu tập để thay thế cho Saphir Taïder, người bị dính chấn thương trong lúc tập luyện.
| Số | Vt | Cầu thủ                    | Ngày sinh (tuổi)            | Số trận | Câu lạc bộ      |
| -- | -- | -------------------------- | --------------------------- | ------- | --------------- |
| 1  | TM | Chamseddine Rahmani        | 15 tháng 9, 1990 (26 tuổi)  | 0       | MO Béjaïa       |
| 2  | HV | Aïssa Mandi (c)            | 22 tháng 10, 1991 (25 tuổi) | 27      | Real Betis      |
| 3  | HV | Faouzi Ghoulam             | 1 tháng 2, 1991 (25 tuổi)   | 30      | Napoli          |
| 4  | HV | Liassine Cadamuro-Bentaïba | 5 tháng 3, 1988 (28 tuổi)   | 11      | Servette        |
| 5  | HV | Hicham Belkaroui           | 24 tháng 8, 1990 (26 tuổi)  | 9       | Espérance Tunis |
| 6  | HV | Djamel Mesbah              | 9 tháng 10, 1984 (32 tuổi)  | 35      | Crotone         |
| 7  | TV | Riyad Mahrez               | 21 tháng 2, 1991 (25 tuổi)  | 27      | Leicester City  |
| 8  | TV | Ismaël Bennacer            | 1 tháng 12, 1997 (19 tuổi)  | 1       | Arsenal B       |
| 9  | TV | Sofiane Hanni              | 29 tháng 12, 1990 (26 tuổi) | 2       | Anderlecht      |
| 10 | TV | Nabil Bentaleb             | 24 tháng 11, 1994 (22 tuổi) | 22      | Schalke 04      |
| 11 | TV | Yacine Brahimi             | 8 tháng 2, 1990 (26 tuổi)   | 31      | Porto           |
| 12 | HV | Mohamed Benyahia           | 30 tháng 6, 1992 (24 tuổi)  | 0       | USM Alger       |
| 13 | TĐ | Islam Slimani              | 18 tháng 6, 1988 (28 tuổi)  | 46      | Leicester City  |
| 14 | TĐ | Baghdad Bounedjah          | 30 tháng 11, 1991 (25 tuổi) | 7       | Al Sadd         |
| 15 | TĐ | El Arabi Hillel Soudani    | 25 tháng 11, 1987 (29 tuổi) | 39      | Dinamo Zagreb   |
| 16 | TM | Malik Asselah              | 8 tháng 7, 1986 (30 tuổi)   | 1       | JS Kabylie      |
| 17 | TV | Adlène Guedioura           | 12 tháng 11, 1985 (31 tuổi) | 35      | Watford         |
| 18 | TV | Rachid Ghezzal             | 9 tháng 5, 1992 (24 tuổi)   | 8       | Lyon            |
| 19 | TV | Mehdi Abeid                | 6 tháng 8, 1992 (24 tuổi)   | 4       | Dijon           |
| 20 | HV | Mokhtar Belkhiter          | 15 tháng 1, 1992 (24 tuổi)  | 1       | Club Africain   |
| 21 | HV | Ramy Bensebaini            | 16 tháng 4, 1995 (21 tuổi)  | 1       | Rennes          |
| 22 | HV | Mohamed Rabie Meftah       | 5 tháng 5, 1985 (31 tuổi)   | 8       | USM Alger       |
| 23 | TM | Raïs M'Bolhi               | 25 tháng 4, 1986 (30 tuổi)  | 48      | Antalyaspor     |

### Tunisia
Huấn luyện viên:  Henryk Kasperczak
Một đội hình sơ loại 41 người được công bố vào ngày 20 tháng 12 năm 2016. Đội hình chính thức được công bố ngày 4 tháng 1 năm 2017, với việc Ghazi Abderrazzak, Khaled Ayari, Änis Ben-Hatira, Issam Ben Khémis, Farouk Ben Mustapha, Saad Bguir, Nejmeddin Daghfous, Oussama Haddadi, Hamdi Harbaoui, Bilel Ifa, Issam Jebali, Ali Machani, Iheb Mbarki, Yassine Meriah, Idriss Mhirsi, Iheb Msakni, Abdelkader Oueslati và Yoann Touzghar bị loại khỏi đội tuyển.
| Số | Vt | Cầu thủ                | Ngày sinh (tuổi)            | Số trận | Câu lạc bộ      |
| -- | -- | ---------------------- | --------------------------- | ------- | --------------- |
| 1  | TM | Rami Jridi             | 25 tháng 4, 1985 (31 tuổi)  | 14      | CS Sfaxien      |
| 2  | HV | Syam Ben Youssef       | 21 tháng 3, 1989 (27 tuổi)  | 27      | Caen            |
| 3  | HV | Aymen Abdennour        | 6 tháng 8, 1989 (27 tuổi)   | 51      | Valencia        |
| 4  | HV | Zied Boughattas        | 25 tháng 12, 1990 (26 tuổi) | 7       | Étoile du Sahel |
| 5  | HV | Sliman Kchouk          | 7 tháng 5, 1994 (22 tuổi)   | 0       | CA Bizertin     |
| 6  | HV | Chamseddine Dhaouadi   | 16 tháng 1, 1987 (29 tuổi)  | 9       | Espérance       |
| 7  | TV | Youssef Msakni         | 28 tháng 10, 1990 (26 tuổi) | 36      | Lekhwiya        |
| 8  | TV | Hamza Lahmar           | 28 tháng 5, 1990 (26 tuổi)  | 7       | Étoile du Sahel |
| 9  | TĐ | Ahmed Akaïchi          | 23 tháng 2, 1989 (27 tuổi)  | 21      | Al-Ittihad      |
| 10 | TV | Wahbi Khazri           | 8 tháng 2, 1991 (25 tuổi)   | 27      | Sunderland      |
| 11 | TĐ | Taha Yassine Khenissi  | 6 tháng 1, 1992 (25 tuổi)   | 12      | Espérance       |
| 12 | HV | Ali Maâloul            | 1 tháng 1, 1990 (27 tuổi)   | 31      | Al Ahly         |
| 13 | TV | Ferjani Sassi          | 18 tháng 3, 1992 (24 tuổi)  | 25      | Espérance       |
| 14 | TV | Mohamed Amine Ben Amor | 3 tháng 5, 1992 (24 tuổi)   | 13      | Étoile du Sahel |
| 15 | TV | Larry Azouni           | 23 tháng 3, 1994 (22 tuổi)  | 3       | Nîmes           |
| 16 | TM | Aymen Mathlouthi (c)   | 14 tháng 9, 1984 (32 tuổi)  | 59      | Étoile du Sahel |
| 17 | HV | Hamza Mathlouthi       | 25 tháng 7, 1992 (24 tuổi)  | 25      | CS Sfaxien      |
| 18 | TV | Ahmed Khalil           | 21 tháng 12, 1994 (22 tuổi) | 2       | Club Africain   |
| 19 | TĐ | Saber Khalifa          | 14 tháng 10, 1986 (30 tuổi) | 38      | Club Africain   |
| 20 | HV | Mohamed Ali Yacoubi    | 5 tháng 10, 1990 (26 tuổi)  | 11      | Çaykur Rizespor |
| 21 | HV | Hamdi Nagguez          | 28 tháng 10, 1992 (24 tuổi) | 6       | Étoile du Sahel |
| 22 | TM | Moez Ben Cherifia      | 24 tháng 6, 1991 (25 tuổi)  | 17      | Espérance       |
| 23 | TV | Naïm Sliti             | 27 tháng 7, 1992 (24 tuổi)  | 3       | Lille           |

### Sénégal
Huấn luyện viên: Aliou Cissé
Đội hình chính thức được công bố ngày 30 tháng 12 năm 2016.
| Số | Vt | Cầu thủ              | Ngày sinh (tuổi)            | Số trận | Câu lạc bộ       |
| -- | -- | -------------------- | --------------------------- | ------- | ---------------- |
| 1  | TM | Abdoulaye Diallo     | 30 tháng 3, 1992 (24 tuổi)  | 9       | Çaykur Rizespor  |
| 2  | HV | Kara Mbodji          | 11 tháng 11, 1989 (27 tuổi) | 33      | Anderlecht       |
| 3  | HV | Kalidou Koulibaly    | 20 tháng 6, 1991 (25 tuổi)  | 12      | Napoli           |
| 4  | HV | Cheikh M'Bengue      | 23 tháng 7, 1988 (28 tuổi)  | 27      | Saint-Étienne    |
| 5  | TV | Idrissa Gana Gueye   | 26 tháng 9, 1989 (27 tuổi)  | 40      | Everton          |
| 6  | TĐ | Famara Diedhiou      | 15 tháng 12, 1992 (24 tuổi) | 2       | Angers           |
| 7  | TĐ | Moussa Sow           | 19 tháng 1, 1986 (30 tuổi)  | 38      | Fenerbahçe       |
| 8  | HV | Cheikhou Kouyaté (c) | 21 tháng 12, 1989 (27 tuổi) | 32      | West Ham United  |
| 9  | TĐ | Mame Biram Diouf     | 16 tháng 12, 1987 (29 tuổi) | 38      | Stoke City       |
| 10 | TV | Sadio Mané           | 10 tháng 4, 1992 (24 tuổi)  | 39      | Liverpool        |
| 11 | TV | Cheikh N'Doye        | 29 tháng 3, 1986 (30 tuổi)  | 12      | Angers           |
| 12 | TV | Mohamed Diamé        | 14 tháng 6, 1987 (29 tuổi)  | 34      | Newcastle United |
| 13 | TĐ | Moussa Konaté        | 3 tháng 4, 1993 (23 tuổi)   | 21      | Sion             |
| 14 | HV | Zargo Touré          | 11 tháng 11, 1989 (27 tuổi) | 14      | Lorient          |
| 15 | TV | Papakouli Diop       | 19 tháng 3, 1986 (30 tuổi)  | 17      | Espanyol         |
| 16 | TM | Khadim N'Diaye       | 5 tháng 4, 1985 (31 tuổi)   | 15      | Horoya           |
| 17 | TV | Papa Alioune Ndiaye  | 27 tháng 10, 1990 (26 tuổi) | 4       | Osmanlıspor      |
| 18 | TV | Ismaïla Sarr         | 25 tháng 2, 1998 (18 tuổi)  | 1       | Metz             |
| 19 | HV | Saliou Ciss          | 15 tháng 9, 1989 (27 tuổi)  | 8       | Valenciennes     |
| 20 | TV | Keita Baldé Diao     | 8 tháng 3, 1995 (21 tuổi)   | 6       | Lazio            |
| 21 | HV | Lamine Gassama       | 20 tháng 10, 1989 (27 tuổi) | 24      | Alanyaspor       |
| 22 | TV | Henri Saivet         | 26 tháng 10, 1990 (26 tuổi) | 14      | Saint-Étienne    |
| 23 | TM | Pape Seydou N'Diaye  | 11 tháng 2, 1993 (23 tuổi)  | 0       | Niarry Tally     |

### Zimbabwe
Huấn luyện viên: Callisto Pasuwa
Một đội hình sơ loại 31 người được công bố vào ngày 19 tháng 12 năm 2016. Đội hình chính thức được công bố ngày 4 tháng 1 năm 2017, với việc Nelson Chadya, Liberty Chakoroma, Talent Chawapiwa, Ronald Chitiyo, Tafadzwa Kutinyu, Blessing Moyo, Marshal Mudehwe và Tendai Ndlovu bị loại khỏi đội tuyển.
| Số | Vt | Cầu thủ              | Ngày sinh (tuổi)            | Số trận | Câu lạc bộ        |
| -- | -- | -------------------- | --------------------------- | ------- | ----------------- |
| 1  | TM | Bernard Donovan      | 12 tháng 7, 1995 (21 tuổi)  | 9       | How Mine          |
| 2  | HV | Costa Nhamoinesu     | 6 tháng 1, 1986 (31 tuổi)   | 7       | Sparta Prague     |
| 3  | TV | Danny Phiri          | 25 tháng 7, 1989 (27 tuổi)  | 30      | Golden Arrows     |
| 4  | HV | Hardlife Zvirekwi    | 5 tháng 5, 1987 (29 tuổi)   | 36      | CAPS United       |
| 5  | HV | Elisha Muroiwa       | 28 tháng 1, 1989 (27 tuổi)  | 7       | Dynamos           |
| 6  | HV | Onismor Bhasera      | 7 tháng 1, 1986 (31 tuổi)   | 29      | SuperSport United |
| 7  | TĐ | Matthew Rusike       | 28 tháng 6, 1990 (26 tuổi)  | 5       | Helsingborg       |
| 8  | TĐ | Evans Rusike         | 13 tháng 6, 1990 (26 tuổi)  | 8       | Maritzburg United |
| 9  | TĐ | Nyasha Mushekwi      | 21 tháng 8, 1987 (29 tuổi)  | 14      | Dalian Yifang     |
| 10 | TV | Kudakwashe Mahachi   | 29 tháng 9, 1993 (23 tuổi)  | 17      | Golden Arrows     |
| 11 | TĐ | Tendai Ndoro         | 15 tháng 5, 1985 (31 tuổi)  | 8       | Orlando Pirates   |
| 12 | HV | Bruce Kangwa         | 24 tháng 7, 1988 (28 tuổi)  | 11      | Azam              |
| 13 | TĐ | Cuthbert Malajila    | 3 tháng 10, 1985 (31 tuổi)  | 28      | Bidvest Wits      |
| 14 | TV | Willard Katsande (c) | 15 tháng 1, 1986 (30 tuổi)  | 22      | Kaizer Chiefs     |
| 15 | HV | Teenage Hadebe       | 17 tháng 9, 1995 (21 tuổi)  | 10      | Chicken Inn       |
| 16 | TM | Tatenda Mkuruva      | 4 tháng 1, 1996 (21 tuổi)   | 13      | Dynamos           |
| 17 | TĐ | Knowledge Musona     | 21 tháng 6, 1990 (26 tuổi)  | 26      | Oostende          |
| 18 | TV | Marvelous Nakamba    | 19 tháng 1, 1994 (22 tuổi)  | 5       | Vitesse Arnhem    |
| 19 | HV | Lawrence Mhlanga     | 20 tháng 12, 1993 (23 tuổi) | 9       | Chicken Inn       |
| 20 | TV | Khama Billiat        | 19 tháng 8, 1990 (26 tuổi)  | 22      | Mamelodi Sundowns |
| 21 | TĐ | Tino Kadewere        | 5 tháng 1, 1996 (21 tuổi)   | 3       | Djurgården        |
| 22 | HV | Oscar Machapa        | 1 tháng 6, 1987 (29 tuổi)   | 11      | Vita Club         |
| 23 | TM | Takabva Mawaya       | 2 tháng 3, 1993 (23 tuổi)   | 0       | Hwange            |

## Bảng C

### Bờ Biển Ngà
Huấn luyện viên:  Michel Dussuyer
Một đội hình sơ loại 24 người được công bố vào ngày 28 tháng 12 năm 2016. Đội hình chính thức được công bố ngày 4 tháng 1 năm 2017, với việc Ousmane Viera bị loại khỏi đội tuyển.
| Số | Vt | Cầu thủ              | Ngày sinh (tuổi)            | Số trận | Câu lạc bộ        |
| -- | -- | -------------------- | --------------------------- | ------- | ----------------- |
| 1  | TM | Sayouba Mandé        | 15 tháng 6, 1993 (23 tuổi)  | 4       | Stabæk            |
| 2  | TV | Nicolas Pépé         | 29 tháng 5, 1995 (21 tuổi)  | 3       | Angers            |
| 3  | TV | Serge N'Guessan      | 31 tháng 7, 1994 (22 tuổi)  | 7       | Nancy             |
| 4  | HV | Lamine Koné          | 1 tháng 2, 1989 (27 tuổi)   | 9       | Sunderland        |
| 5  | HV | Wilfried Kanon       | 6 tháng 7, 1993 (23 tuổi)   | 17      | ADO Den Haag      |
| 6  | TV | Jean Michael Seri    | 19 tháng 7, 1991 (25 tuổi)  | 11      | Nice              |
| 7  | TV | Victorien Angban     | 29 tháng 9, 1996 (20 tuổi)  | 5       | Granada           |
| 8  | TĐ | Salomon Kalou        | 5 tháng 8, 1985 (31 tuổi)   | 90      | Hertha BSC        |
| 9  | TV | Wilfried Zaha        | 10 tháng 11, 1992 (24 tuổi) | 2       | Crystal Palace    |
| 10 | TV | Cheick Doukouré      | 11 tháng 9, 1992 (24 tuổi)  | 13      | Metz              |
| 11 | TV | Franck Kessié        | 19 tháng 12, 1996 (20 tuổi) | 11      | Atalanta          |
| 12 | TĐ | Wilfried Bony        | 10 tháng 12, 1988 (28 tuổi) | 49      | Swansea City      |
| 13 | TĐ | Giovanni Sio         | 31 tháng 3, 1989 (27 tuổi)  | 21      | Rennes            |
| 14 | TĐ | Jonathan Kodjia      | 22 tháng 10, 1989 (27 tuổi) | 7       | Aston Villa       |
| 15 | TV | Max-Alain Gradel     | 30 tháng 11, 1987 (29 tuổi) | 52      | AFC Bournemouth   |
| 16 | TM | Sylvain Gbohouo      | 29 tháng 10, 1988 (28 tuổi) | 23      | TP Mazembe        |
| 17 | HV | Serge Aurier         | 24 tháng 12, 1992 (24 tuổi) | 36      | Tottenham Hotspur |
| 18 | HV | Adama Traoré         | 3 tháng 2, 1990 (26 tuổi)   | 7       | Basel             |
| 19 | HV | Simon Deli           | 27 tháng 10, 1991 (25 tuổi) | 6       | Slavia Prague     |
| 20 | TV | Serey Dié (c)        | 7 tháng 11, 1984 (32 tuổi)  | 33      | Basel             |
| 21 | HV | Eric Bertrand Bailly | 12 tháng 4, 1994 (22 tuổi)  | 18      | Manchester United |
| 22 | HV | Mamadou Bagayoko     | 31 tháng 12, 1989 (27 tuổi) | 6       | Sint-Truiden      |
| 23 | TM | Badra Ali Sangaré    | 30 tháng 5, 1986 (30 tuổi)  | 3       | AS Tanda          |

### CHDC Congo
Huấn luyện viên: Florent Ibengé
Một đội hình sơ loại 31 người được công bố vào ngày 23 tháng 12 năm 2016. Benik Afobe từ chối triệu tập. Đội hình chính thức được công bố ngày 6 tháng 1 năm 2017, với việc Jonathan Bijimine, Junior Kabananga, Wilson Kamavuaka, Christian Luyindama, Elia Meschak, Vital N'Simba và Ricky Tulengi bị loại khỏi đội tuyển. Mặc dù ban đầu nằm trong đội hình chính thức, Hervé Kage sau đó bị loại khỏi đội tuyển và được thay bởi Junior Kabananga.
| Số | Vt | Cầu thủ              | Ngày sinh (tuổi)            | Số trận | Câu lạc bộ        |
| -- | -- | -------------------- | --------------------------- | ------- | ----------------- |
| 1  | TM | Ley Matampi          | 18 tháng 4, 1989 (27 tuổi)  | 21      | TP Mazembe        |
| 2  | HV | Issama Mpeko         | 3 tháng 3, 1986 (30 tuổi)   | 46      | TP Mazembe        |
| 3  | HV | Fabrice N'Sakala     | 21 tháng 7, 1990 (26 tuổi)  | 7       | Alanyaspor        |
| 4  | HV | Jordan Ikoko         | 3 tháng 2, 1994 (22 tuổi)   | 0       | Guingamp          |
| 5  | HV | Marcel Tisserand     | 10 tháng 1, 1993 (24 tuổi)  | 4       | FC Ingolstadt     |
| 6  | TĐ | Junior Kabananga     | 4 tháng 4, 1989 (27 tuổi)   | 11      | Astana            |
| 7  | TV | Youssouf Mulumbu (c) | 25 tháng 1, 1987 (29 tuổi)  | 36      | Norwich City      |
| 8  | TV | Paul-José M'Poku     | 19 tháng 4, 1992 (24 tuổi)  | 6       | Panathinaikos     |
| 9  | TĐ | Dieumerci Mbokani    | 22 tháng 11, 1985 (31 tuổi) | 37      | Hull City         |
| 10 | TV | Neeskens Kebano      | 10 tháng 3, 1992 (24 tuổi)  | 13      | Fulham            |
| 11 | TV | Jordan Botaka        | 24 tháng 6, 1993 (23 tuổi)  | 11      | Charlton Athletic |
| 12 | TĐ | Jonathan Bolingi     | 30 tháng 6, 1994 (22 tuổi)  | 13      | TP Mazembe        |
| 13 | HV | Joyce Lomalisa       | 18 tháng 6, 1993 (23 tuổi)  | 19      | Vita Club         |
| 14 | HV | Gabriel Zakuani      | 31 tháng 5, 1986 (30 tuổi)  | 26      | Northampton Town  |
| 15 | TV | Rémi Mulumba         | 2 tháng 11, 1992 (24 tuổi)  | 5       | Gazélec Ajaccio   |
| 16 | TM | Mulopo Kudimbana     | 21 tháng 1, 1987 (29 tuổi)  | 8       | Antwerp           |
| 17 | TĐ | Cédric Bakambu       | 11 tháng 4, 1991 (25 tuổi)  | 9       | Villarreal        |
| 18 | HV | Merveille Bokadi     | 21 tháng 5, 1992 (24 tuổi)  | 10      | TP Mazembe        |
| 19 | TĐ | Jeremy Bokila        | 14 tháng 11, 1988 (28 tuổi) | 16      | Al Kharaitiyat    |
| 20 | TV | Jacques Maghoma      | 23 tháng 10, 1987 (29 tuổi) | 12      | Birmingham City   |
| 21 | TV | Firmin Ndombe Mubele | 17 tháng 4, 1992 (24 tuổi)  | 33      | Al Ahli           |
| 22 | HV | Chancel Mbemba       | 8 tháng 8, 1994 (22 tuổi)   | 29      | Newcastle United  |
| 23 | TM | Joël Kiassumbua      | 6 tháng 4, 1992 (24 tuổi)   | 3       | Wohlen            |

### Maroc
Huấn luyện viên:  Hervé Renard
Một đội hình sơ loại 26 người được công bố vào ngày 22 tháng 12 năm 2016. Aziz Bouhaddouz was added to the squad on 2 tháng 1 năm 2017 after the injuries of Younès Belhanda và Oussama Tannane. Đội hình chính thức được công bố ngày 4 tháng 1 năm 2017, với việc Ismail Haddad và Mohamed Nahiri bị loại khỏi đội tuyển. Ngày 5 tháng 1, có thông báo rằng Omar El Kaddouri sẽ gia nhập đội tuyển vì sợ chấn thương của Nordin Amrabat (sau đó đã được xác nhận) trong khi Faycal Rherras được triệu tập để thay thế cho Sofiane Boufal ngày 13 tháng 1.
| Số | Vt | Cầu thủ                | Ngày sinh (tuổi)            | Số trận | Câu lạc bộ              |
| -- | -- | ---------------------- | --------------------------- | ------- | ----------------------- |
| 1  | TM | Yassine Bounou         | 5 tháng 4, 1991 (25 tuổi)   | 7       | Girona                  |
| 2  | HV | Hamza Mendyl           | 21 tháng 10, 1997 (19 tuổi) | 5       | Lille B                 |
| 3  | HV | Fouad Chafik           | 16 tháng 10, 1986 (30 tuổi) | 8       | Dijon                   |
| 4  | HV | Manuel da Costa        | 6 tháng 5, 1986 (30 tuổi)   | 17      | Olympiacos              |
| 5  | HV | Medhi Benatia (c)      | 17 tháng 4, 1987 (29 tuổi)  | 44      | Juventus                |
| 6  | HV | Romain Saïss           | 26 tháng 3, 1990 (26 tuổi)  | 8       | Wolverhampton Wanderers |
| 7  | TĐ | Youssef En-Nesyri      | 1 tháng 6, 1997 (19 tuổi)   | 6       | Málaga                  |
| 8  | TV | Karim El Ahmadi        | 27 tháng 1, 1985 (31 tuổi)  | 35      | Feyenoord               |
| 9  | TĐ | Youssef El-Arabi       | 3 tháng 2, 1987 (29 tuổi)   | 39      | Lekhwiya                |
| 10 | HV | Faycal Rherras         | 7 tháng 4, 1993 (23 tuổi)   | 1       | Heart of Midlothian     |
| 11 | TV | Fayçal Fajr            | 1 tháng 8, 1988 (28 tuổi)   | 7       | Deportivo La Coruña     |
| 12 | TM | Munir Mohand Mohamedi  | 10 tháng 5, 1989 (27 tuổi)  | 11      | Numancia                |
| 13 | TĐ | Khalid Boutaïb         | 24 tháng 4, 1987 (29 tuổi)  | 5       | Strasbourg              |
| 14 | TV | Mbark Boussoufa        | 15 tháng 8, 1984 (32 tuổi)  | 42      | Al Jazira               |
| 15 | TV | Youssef Aït Bennasser  | 7 tháng 7, 1996 (20 tuổi)   | 5       | Nancy                   |
| 16 | TV | Omar El Kaddouri       | 21 tháng 8, 1990 (26 tuổi)  | 20      | Napoli                  |
| 17 | TV | Nabil Dirar            | 25 tháng 2, 1986 (30 tuổi)  | 20      | Monaco                  |
| 18 | HV | Amine Atouchi          | 1 tháng 7, 1992 (24 tuổi)   | 1       | Wydad Casablanca        |
| 19 | TV | Mounir Obbadi          | 4 tháng 4, 1983 (33 tuổi)   | 21      | Lille                   |
| 20 | TĐ | Aziz Bouhaddouz        | 30 tháng 3, 1987 (29 tuổi)  | 3       | FC St. Pauli            |
| 21 | TV | Mehdi Carcela-González | 1 tháng 7, 1989 (27 tuổi)   | 14      | Granada                 |
| 22 | TM | Yassine El Kharroubi   | 29 tháng 3, 1990 (26 tuổi)  | 3       | Lokomotiv Plovdiv       |
| 23 | TĐ | Rachid Alioui          | 18 tháng 6, 1992 (24 tuổi)  | 5       | Nîmes                   |

### Togo
Huấn luyện viên:  Claude Le Roy
Một đội hình sơ loại 25 người được công bố vào ngày 21 tháng 12 năm 2016. Đội hình chính thức được công bố ngày 4 tháng 1 năm 2017, với việc Joseph Douhadji và Victor Nukafu bị loại khỏi đội tuyển.
| Số | Vt | Cầu thủ               | Ngày sinh (tuổi)            | Số trận | Câu lạc bộ         |
| -- | -- | --------------------- | --------------------------- | ------- | ------------------ |
| 1  | TM | Cédric Mensah         | 6 tháng 3, 1989 (27 tuổi)   | 15      | Le Mans            |
| 2  | TV | Franco Atchou         | 3 tháng 12, 1995 (21 tuổi)  | 4       | Dynamic Togolais   |
| 3  | HV | Hakim Ouro-Sama       | 28 tháng 12, 1997 (19 tuổi) | 3       | Togo-Port          |
| 4  | TĐ | Emmanuel Adebayor (c) | 26 tháng 2, 1984 (32 tuổi)  | 72      | Cầu thủ tự do      |
| 5  | HV | Serge Akakpo          | 15 tháng 10, 1987 (29 tuổi) | 59      | Trabzonspor        |
| 6  | HV | Abdoul-Gafar Mamah    | 24 tháng 8, 1985 (31 tuổi)  | 84      | Dacia Chișinău     |
| 7  | TV | Mathieu Dossevi       | 12 tháng 2, 1988 (28 tuổi)  | 14      | Standard Liège     |
| 8  | TĐ | Komlan Agbégniadan    | 26 tháng 3, 1991 (25 tuổi)  | 6       | West African FA    |
| 9  | HV | Vincent Bossou        | 7 tháng 2, 1986 (30 tuổi)   | 27      | Young Africans     |
| 10 | TV | Floyd Ayité           | 15 tháng 12, 1988 (28 tuổi) | 31      | Fulham             |
| 11 | HV | Maklibè Kouloum       | 5 tháng 10, 1987 (29 tuổi)  | 6       | Dynamic Togolais   |
| 12 | TV | Razak Boukari         | 25 tháng 4, 1987 (29 tuổi)  | 15      | Châteauroux        |
| 13 | HV | Sadat Ouro-Akoriko    | 1 tháng 2, 1988 (28 tuổi)   | 35      | Al-Khaleej         |
| 14 | TV | Prince Segbefia       | 11 tháng 3, 1991 (25 tuổi)  | 26      | Göztepe Izmir      |
| 15 | TV | Alaixys Romao         | 18 tháng 1, 1984 (32 tuổi)  | 64      | Olympiacos         |
| 16 | TM | Kossi Agassa          | 2 tháng 7, 1978 (38 tuổi)   | 66      | Cầu thủ tự do      |
| 17 | TV | Serge Gakpé           | 7 tháng 5, 1987 (29 tuổi)   | 43      | Genoa              |
| 18 | TV | Lalawélé Atakora      | 9 tháng 11, 1990 (26 tuổi)  | 25      | Helsingborg        |
| 19 | TĐ | Kodjo Fo-Doh Laba     | 27 tháng 1, 1992 (24 tuổi)  | 6       | Nahdat Berkane     |
| 20 | TV | Henri Eninful         | 21 tháng 7, 1992 (24 tuổi)  | 9       | Doxa Katokopias    |
| 21 | HV | Djené Dakonam         | 31 tháng 12, 1991 (25 tuổi) | 30      | Sint-Truiden       |
| 22 | TV | Ihlas Bebou           | 23 tháng 4, 1994 (22 tuổi)  | 5       | Fortuna Düsseldorf |
| 23 | TM | Baba Tchagouni        | 31 tháng 12, 1990 (26 tuổi) | 21      | FC Marmande 47     |

## Bảng D

### Ghana
Huấn luyện viên:  Avram Grant
Một đội hình sơ loại 26 người được công bố vào ngày 2 tháng 1 năm 2017. Đội hình chính thức được công bố ngày 4 tháng 1 năm 2017, với việc Fatau Dauda thay thế cho Adam Kwarasey bị chấn thương, trong khi Raphael Dwamena, Joseph Larweh Attamah và Abdul Majeed Waris bị loại khỏi đội tuyển.
| Số | Vt | Cầu thủ                | Ngày sinh (tuổi)            | Số trận | Câu lạc bộ       |
| -- | -- | ---------------------- | --------------------------- | ------- | ---------------- |
| 1  | TM | Brimah Razak           | 22 tháng 6, 1987 (29 tuổi)  | 23      | Córdoba          |
| 2  | HV | Andy Yiadom            | 2 tháng 12, 1991 (25 tuổi)  | 0       | Barnsley         |
| 3  | TĐ | Asamoah Gyan (c)       | 22 tháng 11, 1985 (31 tuổi) | 97      | Al-Ahli          |
| 4  | HV | Jonathan Mensah        | 13 tháng 7, 1990 (26 tuổi)  | 55      | Columbus Crew    |
| 5  | TV | Thomas Partey          | 13 tháng 6, 1993 (23 tuổi)  | 5       | Atlético Madrid  |
| 6  | TV | Afriyie Acquah         | 5 tháng 1, 1992 (25 tuổi)   | 25      | Torino           |
| 7  | TV | Christian Atsu         | 10 tháng 6, 1992 (24 tuổi)  | 49      | Newcastle United |
| 8  | TV | Emmanuel Agyemang-Badu | 2 tháng 12, 1990 (26 tuổi)  | 73      | Udinese          |
| 9  | TĐ | Jordan Ayew            | 11 tháng 9, 1991 (25 tuổi)  | 42      | Aston Villa      |
| 10 | TV | André Ayew             | 17 tháng 12, 1989 (27 tuổi) | 71      | West Ham United  |
| 11 | TV | Mubarak Wakaso         | 25 tháng 7, 1990 (26 tuổi)  | 45      | Panathinaikos    |
| 12 | TM | Richard Ofori          | 1 tháng 11, 1993 (23 tuổi)  | 2       | Wa All Stars     |
| 13 | TĐ | Ebenezer Assifuah      | 3 tháng 7, 1993 (23 tuổi)   | 1       | Sion             |
| 14 | TV | Bernard Tekpetey       | 3 tháng 9, 1997 (19 tuổi)   | 0       | Schalke 04       |
| 15 | TV | Ebenezer Ofori         | 1 tháng 7, 1995 (21 tuổi)   | 0       | AIK              |
| 16 | TM | Fatau Dauda            | 6 tháng 4, 1985 (31 tuổi)   | 25      | Enyimba          |
| 17 | HV | Baba Rahman            | 2 tháng 7, 1994 (22 tuổi)   | 25      | Schalke 04       |
| 18 | TV | Daniel Amartey         | 21 tháng 12, 1994 (22 tuổi) | 13      | Leicester City   |
| 19 | HV | Edwin Gyimah           | 9 tháng 3, 1991 (25 tuổi)   | 10      | Orlando Pirates  |
| 20 | TĐ | Samuel Tetteh          | 28 tháng 7, 1996 (20 tuổi)  | 5       | FC Liefering     |
| 21 | HV | John Boye              | 23 tháng 4, 1987 (29 tuổi)  | 54      | Sivasspor        |
| 22 | HV | Frank Acheampong       | 16 tháng 10, 1993 (23 tuổi) | 14      | Anderlecht       |
| 23 | HV | Harrison Afful         | 24 tháng 7, 1986 (30 tuổi)  | 71      | Columbus Crew    |

### Mali
Huấn luyện viên:  Alain Giresse
Một đội hình sơ loại 26 người được công bố vào ngày 30 tháng 12 năm 2016. Đội hình chính thức được công bố ngày 4 tháng 1 năm 2017, với việc Souleymane Diarra, Falaye Sacko và Adama Traoré bị loại khỏi đội tuyển.
| Số | Vt | Cầu thủ           | Ngày sinh (tuổi)            | Số trận | Câu lạc bộ           |
| -- | -- | ----------------- | --------------------------- | ------- | -------------------- |
| 1  | TM | Oumar Sissoko     | 13 tháng 9, 1987 (29 tuổi)  | 24      | Orléans              |
| 2  | HV | Hamari Traoré     | 27 tháng 1, 1992 (24 tuổi)  | 7       | Reims                |
| 3  | HV | Youssouf Koné     | 5 tháng 7, 1995 (21 tuổi)   | 7       | Lille B              |
| 4  | HV | Salif Coulibaly   | 13 tháng 5, 1988 (28 tuổi)  | 24      | TP Mazembe           |
| 5  | HV | Charles Traoré    | 1 tháng 1, 1992 (25 tuổi)   | 2       | Troyes               |
| 6  | TV | Lassana Coulibaly | 10 tháng 4, 1996 (20 tuổi)  | 4       | Bastia               |
| 7  | TĐ | Mustapha Yatabaré | 26 tháng 1, 1986 (30 tuổi)  | 33      | Kardemir Karabükspor |
| 8  | TV | Yacouba Sylla (c) | 29 tháng 11, 1990 (26 tuổi) | 28      | Montpellier          |
| 9  | TĐ | Moussa Marega     | 14 tháng 4, 1991 (25 tuổi)  | 10      | Vitória de Guimarães |
| 10 | TĐ | Kalifa Coulibaly  | 21 tháng 8, 1991 (25 tuổi)  | 7       | Gent                 |
| 11 | TV | Bakary Sako       | 26 tháng 4, 1988 (28 tuổi)  | 19      | Crystal Palace       |
| 12 | TV | Moussa Doumbia    | 15 tháng 8, 1994 (22 tuổi)  | 7       | Rostov               |
| 13 | HV | Molla Wagué       | 21 tháng 2, 1991 (25 tuổi)  | 22      | Udinese              |
| 14 | TV | Sambou Yatabaré   | 2 tháng 3, 1989 (27 tuổi)   | 30      | Werder Bremen        |
| 15 | HV | Mohamed Konate    | 20 tháng 10, 1992 (24 tuổi) | 10      | Nahdat Berkane       |
| 16 | TM | Soumbeïla Diakité | 25 tháng 8, 1984 (32 tuổi)  | 50      | Stade Malien         |
| 17 | TV | Mamoutou N'Diaye  | 15 tháng 3, 1990 (26 tuổi)  | 15      | Antwerp              |
| 18 | TV | Samba Sow         | 29 tháng 4, 1989 (27 tuổi)  | 37      | Kayserispor          |
| 19 | TV | Adama Traoré      | 28 tháng 6, 1995 (21 tuổi)  | 4       | Monaco               |
| 20 | TV | Yves Bissouma     | 30 tháng 8, 1996 (20 tuổi)  | 7       | Lille                |
| 21 | HV | Mahamadou N'Diaye | 21 tháng 6, 1990 (26 tuổi)  | 19      | Troyes               |
| 22 | TM | Djigui Diarra     | 27 tháng 2, 1995 (21 tuổi)  | 4       | Stade Malien Bamako  |
| 23 | HV | Ousmane Coulibaly | 9 tháng 7, 1989 (27 tuổi)   | 23      | Panathinaikos        |

### Ai Cập
Huấn luyện viên:  Héctor Cúper
Một đội hình sơ loại 27 người được công bố vào ngày 29 tháng 12 năm 2016. Đội hình chính thức được công bố ngày 4 tháng 1 năm 2017, với việc Mohamed Awad, Ahmed Gomaa, Mohamed Ibrahim và Hamada Tolba bị loại khỏi đội tuyển.
| Số | Vt | Cầu thủ             | Ngày sinh (tuổi)            | Số trận | Câu lạc bộ  |
| -- | -- | ------------------- | --------------------------- | ------- | ----------- |
| 1  | TM | Essam El-Hadary (c) | 15 tháng 1, 1973 (43 tuổi)  | 147     | Wadi Degla  |
| 2  | HV | Ali Gabr            | 1 tháng 1, 1989 (28 tuổi)   | 10      | Zamalek     |
| 3  | HV | Ahmed Elmohamady    | 9 tháng 9, 1987 (29 tuổi)   | 69      | Hull City   |
| 4  | HV | Omar Gaber          | 30 tháng 1, 1992 (24 tuổi)  | 21      | Basel       |
| 5  | TV | Ibrahim Salah       | 1 tháng 4, 1987 (29 tuổi)   | 33      | Zamalek     |
| 6  | HV | Ahmed Hegazy        | 25 tháng 1, 1991 (25 tuổi)  | 29      | Al Ahly     |
| 7  | HV | Ahmed Fathy         | 10 tháng 11, 1984 (32 tuổi) | 114     | Al Ahly     |
| 8  | TV | Tarek Hamed         | 24 tháng 10, 1988 (28 tuổi) | 8       | Zamalek     |
| 9  | TĐ | Ahmed Hassan Kouka  | 5 tháng 3, 1993 (23 tuổi)   | 11      | Braga       |
| 10 | TĐ | Mohamed Salah       | 15 tháng 6, 1992 (24 tuổi)  | 46      | Roma        |
| 11 | TV | Mahmoud Kahraba     | 13 tháng 4, 1994 (22 tuổi)  | 9       | Al Ittihad  |
| 12 | HV | Ahmed Dowidar       | 29 tháng 10, 1987 (29 tuổi) | 9       | Zamalek     |
| 13 | HV | Mohamed Abdel-Shafy | 1 tháng 7, 1985 (31 tuổi)   | 42      | Al Ahli     |
| 14 | TV | Ramadan Sobhi       | 23 tháng 1, 1997 (19 tuổi)  | 11      | Stoke City  |
| 15 | HV | Karim Hafez         | 12 tháng 3, 1996 (20 tuổi)  | 2       | Lens        |
| 16 | TM | Sherif Ekramy       | 10 tháng 7, 1983 (33 tuổi)  | 19      | Al Ahly     |
| 17 | TV | Mohamed Elneny      | 11 tháng 7, 1992 (24 tuổi)  | 47      | Arsenal     |
| 18 | TĐ | Marwan Mohsen       | 26 tháng 2, 1989 (27 tuổi)  | 16      | Al Ahly     |
| 19 | TV | Abdallah Said       | 13 tháng 6, 1985 (31 tuổi)  | 22      | Al Ahly     |
| 20 | HV | Saad Samir          | 1 tháng 4, 1989 (27 tuổi)   | 6       | Al Ahly     |
| 21 | TV | Mahmoud Trézéguet   | 1 tháng 10, 1994 (22 tuổi)  | 12      | Mouscron    |
| 22 | TV | Amr Warda           | 17 tháng 9, 1993 (23 tuổi)  | 6       | Panetolikos |
| 23 | TM | Ahmed El-Shenawy    | 14 tháng 5, 1991 (25 tuổi)  | 28      | Zamalek     |

### Uganda
Huấn luyện viên:  Milutin Sredojević
Một đội hình sơ loại 26 người được công bố vào ngày 30 tháng 12 năm 2016. Đội hình chính thức được công bố ngày 4 tháng 1 năm 2017, với việc Edrisa Lubega, Muzamir Mutyaba & Benjamin Ochan bị loại khỏi đội tuyển.
| Số | Vt | Cầu thủ             | Ngày sinh (tuổi)            | Số trận | Câu lạc bộ        |
| -- | -- | ------------------- | --------------------------- | ------- | ----------------- |
| 1  | TM | Robert Odongkara    | 2 tháng 9, 1989 (27 tuổi)   | 26      | Saint George      |
| 2  | HV | Joseph Ochaya       | 14 tháng 12, 1993 (23 tuổi) | 36      | Kampala CCA       |
| 3  | TV | Geoffrey Kizito     | 2 tháng 2, 1993 (23 tuổi)   | 34      | Than Quảng Ninh   |
| 4  | HV | Murushid Juuko      | 14 tháng 4, 1994 (22 tuổi)  | 19      | Simba             |
| 5  | HV | Isaac Isinde        | 16 tháng 4, 1991 (25 tuổi)  | 52      | Saint George      |
| 6  | TV | Tony Mawejje        | 15 tháng 12, 1987 (29 tuổi) | 76      | Þróttur Reykjavík |
| 7  | TĐ | Yunus Sentamu       | 13 tháng 8, 1994 (22 tuổi)  | 16      | Ilves Tampere     |
| 8  | TV | Khalid Aucho        | 8 tháng 8, 1993 (23 tuổi)   | 28      | Baroka            |
| 9  | TĐ | Geoffrey Sserunkuma | 7 tháng 6, 1983 (33 tuổi)   | 37      | Lweza             |
| 10 | TV | Luwagga Kizito      | 20 tháng 12, 1993 (23 tuổi) | 29      | Rio Ave           |
| 11 | TĐ | Geofrey Massa (c)   | 19 tháng 2, 1986 (30 tuổi)  | 63      | Baroka            |
| 12 | HV | Denis Iguma         | 10 tháng 2, 1994 (22 tuổi)  | 46      | Al-Quwa Al-Jawiya |
| 13 | TV | Moses Oloya         | 22 tháng 10, 1992 (24 tuổi) | 45      | Hà Nội T&T        |
| 14 | HV | Nicholas Wadada     | 27 tháng 7, 1994 (22 tuổi)  | 23      | Vipers SC         |
| 15 | HV | Godfrey Walusimbi   | 3 tháng 7, 1989 (27 tuổi)   | 75      | Gor Mahia         |
| 16 | TV | Hassan Wasswa       | 14 tháng 2, 1988 (28 tuổi)  | 50      | Al-Nejmeh         |
| 17 | TV | Farouk Miya         | 26 tháng 11, 1995 (21 tuổi) | 37      | Standard Liège    |
| 18 | TM | Denis Onyango       | 15 tháng 5, 1987 (29 tuổi)  | 54      | Mamelodi Sundowns |
| 19 | TM | Jamal Salim         | 27 tháng 5, 1995 (21 tuổi)  | 4       | Al-Merrikh        |
| 20 | HV | Timothy Awany       | 6 tháng 8, 1996 (20 tuổi)   | 4       | Kampala CCA       |
| 21 | TĐ | Muhammad Shaban     | 11 tháng 1, 1998 (19 tuổi)  | 1       | Onduparaka        |
| 22 | TV | Shafik Batambuze    | 14 tháng 6, 1994 (22 tuổi)  | 1       | Tusker            |
| 23 | TV | Micheal Azira       | 22 tháng 8, 1987 (29 tuổi)  | 1       | Colorado Rapids   |